# Sabulodes franciscata
Sabulodes franciscata är en fjärilsart som beskrevs av Paul Dognin 1892. Sabulodes franciscata ingår i släktet Sabulodes och familjen mätare. Inga underarter finns listade.